# Reginald Bach
Reginald Bach (3 de setembro de 1886 – 6 de janeiro de 1941) foi um ator britânico da era do cinema mudo.
Bach nasceu a 3 de setembro de 1886, em Shepperton, Middlesex, Inglaterra. Ele faleceu a 6 de janeiro de 1941, em Nova Iorque, Estados Unidos.

## Filmografia selecionada
- The Chinese Puzzle (1919)
- The Amazing Quest of Mr. Ernest Bliss (1920)
- Build Thy House (1920)
- The Will (1921)
- Empress Josephine; Or, Wife of a Demigod (1923)
- A Romance of Mayfair (1925)
- We Women (1925)
- The Girl in the Night (1931)
- Hobson's Choice (1931)
- Let Me Explain, Dear (1932)
- The Hound of the Baskervilles (1932)
- The Scoop (1934)